# Paravaejovis galbus
Espèce
Synonymes
- Vaejovis galbus Williams, 1970
- Hoffmannius galbus (Williams, 1970)

Paravaejovis galbus est une espèce de scorpions de la famille des Vaejovidae.

## Distribution
Cette espèce est endémique de Basse-Californie du Sud au Mexique. Elle se rencontre vers Loreto.

## Description
Le mâle holotype mesure 34,0 mm et la femelle paratype 38,0 mm.

## Systématique et taxinomie
Cette espèce a été décrite sous le protonyme Vaejovis galbus par Williams en 1970. Elle est placée dans le genre Hoffmannius par Soleglad et Fet en 2008 puis dans le genre Paravaejovis par González Santillán et Prendini en 2013.

## Publication originale
- Williams, 1970 : « New scorpions belonging to the Eusthenura group of Vejovis from Baja California, Mexico (Scorpionida, Vejoviae). » Proceedings of the California Academy of Sciences, sér. 4, vol. 37, p. 395-418 (texte intégral).